# Neslihan Atagül
Neslihan Atagül Doğulu (Istambul, 20 de agosto de 1992) é uma atriz turca. Ela é mais conhecida pelos seus papeis como Nihan Sezin em Amor Eterno (2015-2017), Nare Çelebi em A Filha do Embaixador (2019-2021) e Neriman Solmaz em Fatih Harbiye (2013-2014).

## Biografia
Neslihan Atagül nasceu em 20 de agosto de 1992 em Istambul, Turquia. Seu pai é Yaşar Şener ele é de ascendência circassiana, sua mãe é de origem bielorrussa e é dona de casa. Ela tem um irmão chamado Ilkay.
Neslihan estudou teatro na Universidade de Yeditepe.

## Carreira

### Seus inícios
Ela começou a se tornar uma atriz quando tinha apenas 8 anos de idade. Aos 13 anos, ele encontrou o número da Agência Erberk, de propriedade de Neşe Erberk; Ele conseguiu seu endereço e foi com sua mãe fazer o registro. Um mês depois, ele atuou em um comercial em 2005.
Um ano depois, em 2006, estreou-se como atriz no filme İlk Aşk, pelo qual ganhou o primeiro prêmio de sua carreira como "Jovem Atriz Promissora". Pouco depois, ele conseguiu seu primeiro papel na série Yaprak Dökümü e, nos anos seguintes, participou de outras séries como Canım Babam ou Hayat Devam Ediyor.
Em 2012, ela se destacou por seu papel de protagonista no filme Araf, pelo qual ganhou inúmeros prêmios e foi elogiada por seu desempenho por um diretor japonês. Além disso, ela ganhou o Oscar de "Melhor Atriz" no prestigioso Festival Internacional de Cinema de Tóquio.

### 2013-2014Fatih Harbiye
Em 2013, Neslihan Atagül conseguiu seu primeiro papel principal na série dramática de romance Fatih Harbiye, ao lado de Kadir Doğulu. A série é uma adaptação do livro homônimo do escritor turco Peyami Safa, publicado em 1931, onde ela interpretou Neriman Solmaz, uma jovem órfã de sua mãe que está noiva de seu namorado de longa data até conhecer Macit Arcaoğlu (Kadir Doğulu).
Fatih Harbiye estreou em 31 de agosto de 2013 no canal Fox (Turquia) e mais tarde mudou-se para o programa de TV. Foi executado por 2 temporadas e terminou em 10 de dezembro de 2014.

### 2015-2017Kara Sevda, o lançamento de sua carreira
Em 2015, chegaria um dos papéis mais importantes e queridos de sua carreira, o de Nihan Sezin na série de drama e romance turco Kara Sevda. Nihan é uma garota de classe alta que casualmente conhece Kemal (Burak Özçivit), um garoto tímido de classe média e os dois se apaixonam. O amor deles é impossível devido à diferença de classes mas procuram uma forma de estarem juntos. No entanto, devido a um segredo de família, Nihan é forçado a se casar com Emir Kozcuoğlu (Kaan Urgancıoğlu), um homem muito poderoso, mas muito egoísta e cruel, e deixa Kemal sem qualquer explicação. Para tentar esquecê-la, Kemal decide deixar Istambul, mas 5 anos depois ele retorna como um importante empresário que busca vingança e que tentará descobrir toda a verdade.
A série tornou-se um marco na história internacional da série turca, sendo a primeira e única série turca a receber os mais prestigiosos prêmios da televisão do mundo, o International Emmy Awards de melhor novela em 2017. Também recebeu o prêmio especial do Júri no Seoul International Drama Awards.
Kara Sevda se tornou a série turca mais assistida do mundo, sendo traduzida para mais de 50 idiomas e transmitida em mais de 110 países como Rússia, Itália, Alemanha, Irã, Eslovênia, Uruguai, Grécia, etc. Em sua transmissão nos Estados Unidos, tornou-se a série estrangeira mais assistida em toda a história do país e a série recorde turca, alcançando grandes audiências que nenhuma outra série turca alcançou.
A série foi transmitida pela StarTV e teve 2 temporadas com um total de 74 episódios e, durante sua transmissão na Turquia, foi uma das séries mais assistidas. Estreou em 14 de outubro de 2015 e terminou em 21 de junho de 2017. Graças à sua atuação nesta série, Neslihan ganhou 4 prêmios como atriz e sua popularidade e reconhecimento como atriz dispararam, não só na Turquia, mas também internacionalmente.
Devido ao grande sucesso de Kara Sevda no mundo, no Museu de Cera "Tashkent City Park" no Uzbequistão, duas figuras Nihan e Kemal estão expostas na parte dedicada a Istambul

### 2019-2021Sefirin Kızı
Em 2019, Neslihan Atagül voltou às telas com a série Sefirin Kızı, interpretando Nare. Sancar (Engin Akyürek) e Nare estão apaixonados desde que eram crianças, mas o pai de Nare não concorda com sua relação e, para impedi-los de ficarem juntos, faz sua filha desaparecer e faz Sancar acreditar que ela fugiu arrependida. Anos depois, os dois se encontram novamente, mas Sancar está preparando seu casamento com outra garota.
A série foi ao ar na StarTV e teve 2 temporadas com um total de 52 episódios. Estreou em 16 de dezembro de 2019 e terminou em 11 de maio de 2021 e, por sua atuação na série, a atriz ganhou o prêmio de "Melhor Atriz" no Festival Internacional de Cinema de Izmir Artemis. No entanto, no meio da série, Neslihan anunciou sua retirada da série devido a problemas de saúde, pois sofria de "síndrome do intestino permeável"

### Presente
Atualmente, a atriz está imersa em um novo projeto profissional, a revista Hadsiz, que trará fotos impressionantes, entrevistas exclusivas com grandes convidados.

## Vida pessoal
Em outubro de 2013, Neslihan começou um relacionamento com seu par romântico na série Fatih Harbiye Kadir Doğulu. 
Eles ficaram noivos em novembro de 2015 e se casaram em julho de 2016.

## Filmografia

### Filme
| Ano  | Titulo            | Papel        | Notas |
| ---- | ----------------- | ------------ | ----- |
| 2006 | İlk Aşk           | Genç Bahar   |       |
| 2011 | Araf              | Zehra        |       |
| 2015 | Senden Bana Kalan | Elif         |       |
| 2018 | Dışarda 2         | Sena Korkmaz |       |

### Televisão
| Ano       | Titulo             | Papel         | Notas       |
| --------- | ------------------ | ------------- | ----------- |
| 2006–2010 | Yaprak Dökümü      | Deniz         |             |
| 2011      | Canım Babam        | Pınar         |             |
| 2011      | Kalbim Seni Seçti  | Melis         |             |
| 2011–2012 | Hayat Devam Ediyor | Şirin Bakırcı |             |
| 2013–2014 | Fatih Harbiye      | Neriman       |             |
| 2015–2017 | Kara Sevda         | Nihan Sezin   |             |
| 2018      | Dip                | Bilge         | 8 Episódios |
| 2019-2021 | Sefirin Kızı       | Nare Çelebi   |             |

## Auszeichnungen und Nominierungen
| Jahr | Preis                                              | Kategorie                                             | Job           | Ergebnis  | Referências  |
| ---- | -------------------------------------------------- | ----------------------------------------------------- | ------------- | --------- | ------------ |
| 2006 | Altın Koza Film Festivali                          | Vielversprechende junge Schauspielerin                | İlk Unşk      | Venceu    | [ 12 ]       |
| 2007 | Moskauer Filmfestival 2morrow                      | Die beste Schauspielerin der Gegenwart und Zukunft    | Yaprak Dökümü | Venceu    | [ 12 ]       |
| 2011 | Altın Koza Film Festivali                          | Vielversprechende junge Schauspielerin                | Canım Babam   | Venceu    | [ 12 ]       |
| 2012 | 45. SİYAD Ödülleri                                 | Cahide Sonku En İyi Kadın Oyuncu                      |               | Venceu    | [ 12 ]       |
| 2012 | 25. Tokyo International Film Festival Tokyo        | Beste Schauspielerin                                  |               | Venceu    | [ 2 ] [ 13 ] |
| 2012 | Internationales Filmfestival Pune                  | Beste Leistung                                        |               | Venceu    | [ 12 ]       |
| 2012 | 16. Flying Broom International. Frauenfilmfestival | Jüngste Schauspielerin                                |               | Venceu    | [ 12 ]       |
| 2015 | Ayaklı Newspaper Awards                            | Beste Schauspielerin in einer Dramaserie              | Kara sevda    | Venceu    |              |
| 2016 | Golden Object Awards                               | Beste Schauspielerin                                  | Kara sevda    | Venceu    |              |
| 2016 | 16º Magazinci.com Internet Media (mejores)         | Beste Schauspielerin                                  | Kara sevda    | Venceu    |              |
| 2016 | Altın Kelebek Awards                               | Beste Schauspielerin in einem Drama in                | Kara sevda    | Nominiert |              |
| 2016 | Altın Kelebek Awards                               | Bestes Serienpaar (Neslihan Atagül und Burak Özçivit) | Kara sevda    | Nominiert |              |
| 2016 | 6º Ayaklı Gazete TV Stars Awards                   | Beste Schauspielerin in einem Drama in                | Kara sevda    | Nominiert |              |
| 2016 | KTÜ Media Awards                                   | Am besten bewertete Schauspielerin                    | Kara sevda    | Nominiert |              |
| 2016 | Müzikonair Awards                                  | Beste Schauspielerin                                  | Kara sevda    | Venceu    |              |
| 2016 | Ege University 5th Media Awards                    | Beste Schauspielerin                                  | Kara sevda    | Nominiert |              |
| 2016 | Seoul International Drama Awards                   | Beste Schauspielerin                                  | Kara sevda    | Nominiert |              |
| 2017 | Bilkent TV Awards                                  | Beste Schauspielerin                                  | Kara sevda    | Nominiert |              |
| 2017 | Turkish Children's Awards                          | Beste Schauspielerin                                  | Kara sevda    | Nominiert |              |
| 2020 | Izmir Artemis Internationales Filmfestival         | Beste Schauspielerin                                  | Sefirin Kızı  | Venceu    | [ 12 ]       |